# Бурж
Бурж  (фр. Bourges, лат. Avaricum Biturigum) — главный город департамента Шер во Франции, на реке Йевре и Беррийском канале. Исторически — столица провинции Берри и герцогства Беррийского. Население — 68 980 жителей (2008).

## История
До прихода римлян укреплённый Аварик был одним из важнейших городов Галлии, центром кельтского племени битуригов. По некоторым оценкам, имел около 40000 жителей. В 52 г до н. э. Верцингеториг мужественно оборонял его от Юлия Цезаря (см. осада Аварика). Диоклетиан сделал Аварик столицей провинции Аквитания Первая.
Карл Великий благоволил Буржу и восстановил его значение как столицы Аквитании. Город был крупным религиозным центром средневековья; первый буржский епископ, святой Урсин, как считается, жил ещё в III веке. В политическом отношении средневековый Бурж — главный город герцогов Беррийских. Такие граждане Буржа, как Жак Кёр, не имели во Франции соперников по богатству.
На исходе Столетней войны Карл VII держал в 1422-37 гг. в Бурже свой двор; здесь же у него родился сын, будущий Людовик XI, который основал в Бурже университет, просуществовавший до Французской революции. В этом университете преподавал знаменитый юрист Куяций. Именно в Бурже обратился к учению Лютера Жан Кальвин. В 1849 г. в Бурже проходил политический процесс Бланки, Луи Блана, Распайля и др. по делу о майском покушении 1848 г.

## Климат
| Показатель              | Янв.  | Фев.  | Март  | Апр. | Май  | Июнь | Июль | Авг. | Сен. | Окт. | Нояб. | Дек. | Год   |
| ----------------------- | ----- | ----- | ----- | ---- | ---- | ---- | ---- | ---- | ---- | ---- | ----- | ---- | ----- |
| Абсолютный максимум, °C | 17,6  | 22,6  | 29,4  | 29,4 | 32   | 38,0 | 39,6 | 39,9 | 35,1 | 31,7 | 22,7  | 20   | 39,9  |
| Средний максимум, °C    | 6,6   | 8,4   | 12    | 14,6 | 18,9 | 22,1 | 25,5 | 25,4 | 21,6 | 16,3 | 10,4  | 7,5  | 15,8  |
| Средний минимум, °C     | −0,9  | 1,2   | 3     | 4,8  | 8,7  | 11,5 | 13,8 | 13,6 | 10,8 | 7,6  | 3,5   | 1,8  | 6,8   |
| Абсолютный минимум, °C  | −20,4 | −16,4 | −11,3 | −3,7 | −2,6 | 3,4  | 4,6  | 4,6  | 1,8  | −5   | −9,1  | −14  | −20,4 |
| Норма осадков, мм       | 56,1  | 58,2  | 53    | 58,3 | 78,5 | 58,8 | 59,8 | 50,8 | 62,6 | 66,7 | 64,1  | 65,7 | 732,6 |
| Источник:               |       |       |       |      |      |      |      |      |      |      |       |      |       |

## Достопримечательности
В Бурже сохранилось много замечательных памятников средневекового искусства. Всемирной славой пользуется кафедральный собор св. Стефана — один из чистейших образцов готического стиля, построенный в XIII веке всего за полвека, что по тем временам было очень сжатым сроком. Витражи собора — одни из лучших по сохранности и качеству исполнения. В крипте — усыпальница герцогов Беррийских. В 1992 г. Буржский собор объявлен памятником Всемирного наследия человечества.
Помимо того, сохранились дворец архиепископа (который носит титул патриарха Аквитании), здание префектуры, ратуши, две сторожевые башни римского происхождения и дворец Жака Кёра — один из самых блистательных памятников средневекового гражданского зодчества в Европе.

## Известные жители и уроженцы
- Аркадий Буржский (ум. 549) — католический святой, епископ Буржа.
- Барду, Аженор (1829—1897) — французский политик и публицист.

## Города-побратимы
Бурж состоит в дружеских взаимоотношениях со следующими городами-побратимами:
| Город      | Страна         | Дата | Ссылка |
| ---------- | -------------- | ---- | ------ |
| Авейру     | Португалия     | 1989 |        |
| Аугсбург   | Германия       | 1967 |        |
| Йошкар-Ола | Россия         |      |        |
| Кошалин    | Польша         |      |        |
| Паленсия   | Испания        |      |        |
| Питерборо  | Великобритания |      |        |
| Коростень  | Украина        |      |        |